# Caetana Sowzer
Caetana América Sowzer (Salvador, 7 de dezembro de 1910 - Salvador, 1993), melhor conhecida como Iá Caetana Bamboxê ou Iá Caetana Lajuomim, Mãe Caetana, Mãe Preta, Mãe dos Olhos D'água ou mesmo só Lajuomim, foi uma importante sacerdotisa do candomblé Queto (ialorixá) da Bahia, conhecida como fundadora de terreiros em Salvador. Pertencia à linhagem de Rodolfo Martins de Andrade, os Bamboxês.

## Vida
Caetana nasceu em Salvador em 7 de dezembro de 1910. Era filha de Felisberto Sowzer, dito Benzinho ou Ogum Tossi, e Damázia Maria das Candeias, e pertencia à linhagem dos Bamboxês iniciada por seu avô paterno Rodolfo Martins de Andrade, o Bamboxê Obiticô. Cedo, aprendeu com o seu pai o segrego dos búzios. 
Aos 31, em 1941, fundou o terreiro de Ilê Axé Lajuomim, e 22 anos depois, em 1963, ajudou seu sobrinho Pai Air a fundar Ilê Odô Ogê, mais conhecido como Terreiro Pilão de Prata. Nestes, ocupou a posição de ialorixá. Diz-se que era filha do orixá Oxum. Se sabe que ainda era violinista e costureira.
Após a morte da ialorixá Cecília do Bonocô, a fundadora do Ilê Axé Maroqueto e sua amiga de longa de data, em 10 de dezembro de 1965, Caetana realizou a primeira cerimônia fúnebre da falecida, o Axexê, e esteve presente nas demais cerimônias, mas não as presidiu. Depois, atuou como conselheira espiritual das filhas de Cecília.
Em maio de 2004, foi inaugurada em Salvador a Praça Mãe Preta, situada em frente ao Pilão de Prata, na qual consta a medalha de bronze que celebra Caetana realizada por Herbert Viana de Magalhães.
Em agosto de 2006, foi postumamente homenageada junto do babalorixá Air José de Souza, seu sobrinho biológico e iniciado, pelo então deputado estadual Aderbal Caldas (PP) na assembleia legislativa.

## Memorial Lajuomim e Biblioteca Lajuomim

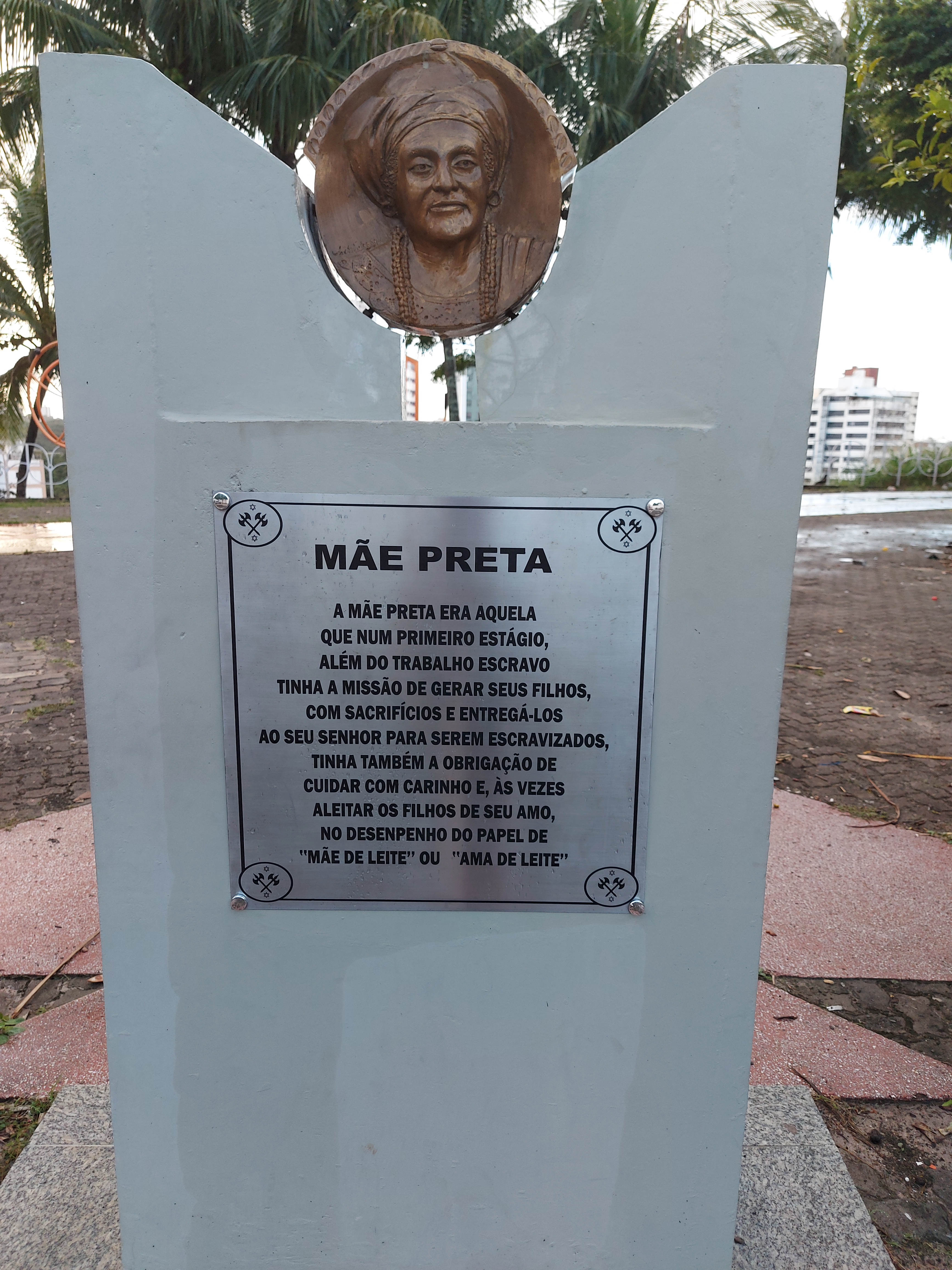
Placa comemorativa das mães pretas de Salvador com medalha de bronze em honra de Caetana Sowzer

Em 1994, foi fundado o Museu Lajuomim no Terreiro Pilão de Prata que retrata a história de uma das famílias mais importantes do candomblé, a família Bamboxê Obitikô. No local estão expostas fotografias da família e consta com um acervo dos pertences de Caetana Sowzer. O espaço reúne seus violinos, objetos pessoais e sagrados, indumentárias, jóias, móveis e estatuetas. Em abril de 2021 foi lançado o projeto “Fotografia: Registro das Marcas do Tempo do Candomblé da Bahia”, com objetivo de difundir as tradições das religiões africanas com base na trajetória da família Bangbosé, promovido pela Fundação Pedro Calmon e Secretaria de Cultura do Estado da Bahia.
Em 2000, foi inaugurada a Biblioteca Lajuomim em cerimônia dos sete anos de falecimento de Caetana Sowzer. O objetivo é consolidar a capacidade intelectual tanto dos fiéis do Candomblé como da comunidade em geral.  O acervo da biblioteca é composto de livros, periódicos, materiais audiovisuais, recortes, gravuras e até de um bancos de dados com informações dos terreiros de candomblé e seus dirigentes. A biblioteca também dispõe de uma grande coleção de fotografias, em torno de quinhentos, que estão em processo de digitalização para que não sejam perdidas.

## Avaliação
Segundo descrição fornecida no sítio do Terreiro Pilão de Prata, Caetana era "figura impar, de conhecimentos profundos e simpatia incomparável". Também se afirma que era "costureira e apreciadora das artes: tocava violino e não tinha compromisso com o tempo".